# 真庭市立天津小学校
真庭市立天津小学校（まにわしりつ あまつしょうがっこう）は、岡山県真庭市日名にある公立小学校。

## 概要
2010年度現在、在籍児童数が135名の小規模校である。「自主的・創造的でたくましき生きる子どもの育成」を教育目標に掲げる。かつて校庭に大きなポプラの木があり、そのことは校歌の歌詞にもなっている。

## 沿革
- 1872年（明治5年）8月 - 真嶋郡日名村・影村・高屋村・開田村・福田村・杉山村を学区として、高屋村懸上りに懸上小学校を、中村・富尾村を学区として中村に育蒙小学校を設立し、読・書・算の三教科を教える。
- 1873年（明治6年）9月 - 中村・富尾村を学区に編入し、立身小学校と改称、日名村善福寺を校舎として移転する。
- 1880年（明治13年）4月 - 富尾村は学区より分離する。
- 1881年（明治14年）5月 - 福田村の元民家を校舎として移転する。
- 1884年（明治17年）3月 - 日名村に校舎を新築する。
- 1889年（明治22年）4月 - 小学校令の改正により尋常天津小学校と改称する。町村制実施により開田村を学区より分離する。
- 1893年（明治26年）4月 - 小学校令の改正により天津尋常小学校と改称する。
- 1895年（明治28年）3月 - 町村統廃合で旧落合町となり、学区を旧天津村と大字開田とする。落合町立天津尋常小学校と改称する。
- 1911年（明治44年）5月 - 校舎狭隘のため、前年起工した校舎全部の改築工事を竣工する。
- 1912年（明治45年）5月 - 実業補習学校を併設する。
- 1914年（大正3年）5月 - 失火により付属建物が焼失し、大正4年1月再度失火により、校舎全焼する。
- 1916年（大正5年）3月 - 大字日名の現在位置に校舎を新築する。
- 1948年（昭和23年） - 校歌を制定する。
- 1949年（昭和24年）10月 - 講堂および付設教室の新築が完成する。
- 1960年（昭和35年）3月 - 校舎本館が新築される。
- 1961年（昭和36年） - 校庭のポプラ大木が落雷の被害と、校舎新築・運動場拡張のために切り倒される。
- 1962年（昭和37年）5月 - 付属建物の新築、完全給食が始まる。
- 1963年（昭和38年）4月 - 天津幼稚園を設立する。
- 1972年（昭和47年）4月 - 開校100周年を迎え7月21日に記念式を挙行する。簡易水泳プール完成。
- 1976年（昭和51年）8月 - 簡易水泳プールを廃し、本水泳プールを新設する。
- 1981年（昭和56年）3月 - 講堂等を取り壊し、体育館と特別教室が完成する。
- 2000年（平成12年）3月 - 現在の校舎が完成する。落成記念式典が挙行される。
- 2002年（平成14年） - 運動場南西側にあった水泳プールを取り壊し、校舎北側に新設する。運動場を拡張する。
- 2005年（平成17年）3月 - 落合町は市町村合併により真庭市となり、真庭市立天津小学校と改称する。

## 学区
真庭市の以下の地区が学区となる。全域が真庭市合併以前の旧落合町域であり、卒業生は基本的に真庭市立落合中学校に進学する。
- 開田
- 影
- 杉山
- 高屋
- 中
- 日名
- 福田

なお杉山地区からの通学者は遠方のため、朝の通学時のみ、真庭市立落合中学校が運営するスクールバスを利用する。

## 校舎
現在の本校舎は2000年（平成12年）3月に落成したものであり、体育館と特別教室は1981年（昭和56年）に完成したものを使用している。各学年に1つの普通教室を備えるほか、図書室、コンピュータ教室、特別教室、生活科教室、保健室、家庭科室、スタジオ付き放送室、理科室、和室、メディアコーナーなどを持つ。また校舎屋根には明かり窓が設置され、吹き抜けを通して1階の多目的ホールを照らす。この多目的ホールは1階の廊下の役割を担うほか、全校集会を行えるほどの収容力をもつのも特徴である。